# Хејњице (Либерец)
Хејњице (чеш. Hejnice) град је у Чешкој Републици. Град се налази у управној јединици Либеречки крај, у оквиру којег припада округу Либерец.

## Становништво
Према подацима о броју становника из 2014. године град је имао 2.740 становника.